# J'écoute
Pour plus de détails, voir Fiche technique et Distribution.
J'écoute (I've Got Your Number) est un film américain en noir et blanc de Ray Enright, sorti en 1934.

## Synopsis
À la suite d'une soi-disant blague téléphonique, Marie Lawson, une standardiste, s'est fait dupée par son admirateur Nick, qui a utilise ce qu'il apprit au téléphone à son propre avantage, faisant perdre beaucoup d'argent au destinataire. Lorsque la victime se plaint au patron de Marie, les réparateurs de téléphone Terry Riley et John sont appelés pour vérifier si le téléphone a été mis sur écoute. Lorsqu'il s'avère que ce n'est pas le cas, Marie perd son emploi. Terry est attiré par Marie et finit par la convaincre de sortir avec lui. Il réussit également à la faire embaucher par l'homme d'affaires John P. Schuyler, qu'il avait sauvé auparavant d'un fil électrique sous tension.
Lorsque Marie rencontre Nicky plus tard, elle laisse échapper que son nouvel employeur attend une livraison de 90 000 dollars en obligation. Nicky parvient donc à faire croire au coursier qu'il est Schuyler et à lui remettre les titres pendant que Marie est distraite par un flot d'appels de ses complices. Lorsqu'elle se rend compte de ce qui s'est passé, elle se met à la recherche de Nicky, mais cela ne fait que la rendre plus coupable. Terry est interrogé par la police, puis relâché afin qu'il puisse les conduire à sa cachette. Cela fonctionne et elle est arrêtée.
Lorsqu'un avocat onéreux se présente en son nom, Terry a des soupçons et met sa ligne sur écoute avec l'aide réticente de John. Finalement, il parvient à localiser un appel jusqu'à l'endroit où se cachent Nicky et sa bande. Lorsqu'il s'y rend, il est facilement attrapé et placé dans une chambre après que le téléphone ait été arraché. Cependant, il n'est pas fouillé. Il branche un téléphone de rechange qu'il possède et parvient à contacter John pour lui demander de l'aide. Les escrocs sont capturés.
Terry et Marie se marient, mais lors de leur nuit de noces, de nombreux collègues de Terry se présentent pour réparer leur téléphone.

## Fiche technique
- Titre : J'écoute
- Titre original : I've Got Your Number
- Réalisation : Ray Enright
- Scénario : Warren Duff, Sidney Sutherland, William Rankin
- Société de production et de distribution : Warner Bros.
- Photographie : Arthur L. Todd
- Montage : Clarence Kolster
- Direction artistique : Esdras Hartley
- Costumes : Orry-Kelly (robes)
- Pays d'origine :  États-Unis
- Format : noir et blanc - 35 mm - 1,37:1 - son : Mono
- Genre : comédie romantique
- Durée : 69 min
- Dates de sortie :
  - États-Unis : 24 février 1934
  - France : 24 août 1934

## Distribution
- Joan Blondell : Marie Lawson
- Pat O'Brien : Terry Riley
- Allen Jenkins : John 'Johnny'
- Glenda Farrell : Bonnie (Madame Francis)
- Eugene Pallette : Joseph 'Joe' Flood
- Gordon Westcott : Nicky
- Henry O'Neill : M. John P. Schuyler
- Hobart Cavanaugh : Happy Dooley